# 布雷特·海曼
布雷特·海曼（英語：Brett Hayman，1972年5月3日—），澳大利亚男子赛艇运动员。他曾代表澳大利亚参加1996年和2000年夏季奥林匹克运动会赛艇比赛，其中2000年奥运会获得一枚银牌。